# فست‌لین (۲۰۱۸)
فست‌لین (۲۰۱۸) (به انگلیسی: FastLane 2018) یک رویداد غیر رایگان (Pay-Per-View) در کشتی حرفه‌ای می‌باشد که توسط کمپانی دبلیودبلیوئی برای برند اسمَک‌دَون تهیه می‌شود و این دوره‌اش هم در تاریخ ۱۱ مارس ۲۰۱۸ در ورزشگاه نیشن‌واید ارینا شهر کلمبوس ایالت اوهایو برگزار شد. این چهارمین رویداد تحت عنوان فست‌لین بود. این رویداد همچنین آخرین رویداد انحصاری برنداسمک‌داون بود چون پس از رسلمانیا ۳۴، همه رویدادهای PPV دوباره برای هردو برند تولید خواهند شد.
هفت مسابقه در این رویداد برگزار شد که یکی از آنها در پیش‌نمایش بود. در مسابقه اصلی، ای‌جی استایلز طی یک مسابقه سیکس پک از کمربند دبلیودبلیوئی خود مقابل کوین اونز، سمی زین، بارون کوربین، دالف زیگلر و ورزشکار آزاد یعنی جان سینا دفاع کند. در مسابقات مهم دیگر، رندی اورتن با پیروزی در یک مسابقه تک نفره مقابل قهرمان کمربند ایالات متحده یعنی بابی رود، برای اولین بار قهرمان این کمربند شد و همچنین هجدهمین قهرمان گرَند اسلَم دبلیودبلیوئی شد. شارلوت فلر هم کمربند زنان اسمک‌داون خود را در مسابقه با روبی رایت حفظ کرد و بعد از مسابقه، ناگهان برنده مسابقه رویال رامبل ۲۰۱۸ زنان یعنی آسکا که در برند راو فعالیت می‌کرد وارد رینگ شد تا شارلوت را به مسابقه برای کمربند زنان اسمک‌داون در رسلمانیا ۳۴ به مبارزه بطلبد.

## زمینه سازی
فَست لِین شامل مسابقاتی بین دشمنی‌های موجود، ماجراهای پیش آمده و استوری‌هایی خواهد بود که پیش از این در برنامه‌های راو پخش شده بود. کشتی‌گیرها با توجه به مسابقات یا سری اتفاقاتی که برایشان رخ می‌دهد و تنش را به حد اکثر می‌رساند، نقش منفی یا قهرمان به خود می‌گیرند.

## نتایج
| #                                                                                                 | نتایج | نوع مسابقه                                           | مدت زمان |
| ------------------------------------------------------------------------------------------------- | --- | ---------------------------------------------------- | -------- |
| ۱پ                                                                                                | بریزانگو (فاندانگو و تایلر بریز) وتای دیلینجر پیروز مقابل موجو راولی، چاد گیبل و شلتون بنجامین                       | مسابقه تگ تیم شش نفره                                | 7:25     |
| ۲                                                                                                 | شینسکه ناکامورا پیروز مقابل روسِف (با همراهی ایدن اینگلیش)                                                            | مسابقه تک نفره                                       | 14:50    |
| ۳                                                                                                 | رندی اورتن پیروز مقابل بابی رود (c)                                                                                  | مسابقه تک نفره برای قهرمانی کمربند ایالات متحده      | 19:15    |
| ۴                                                                                                 | ناتالیا و کارمِلا پیروز مقابل بکی لینچ و نِیومی                                                                        | مسابقه تگ تیم                                        | 8:55     |
| ۵                                                                                                 | د اوسوس (جیمی و جِی اوسو) (c) مقابل د نو دی (کوفی کینگستون وزیویر وودس) با همراهی بیگ ای لنگستن بدون برنده پایان یافت | مسابقه تگ تیم برای قهرمانی کمربندهای تگ تیم اسمک‌داون | 9:00     |
| ۶                                                                                                 | شارلوت (c) پیروز مقابل روبی رایت با تسلیم                                                                            | مسابقه تک نفره برای قهرمانی کمربند زنان اسمک‌داون     | 13:45    |
| ۷                                                                                                 | ای‌جی استایلز (c) پیروز مقابل کوین اونز مقابل جان سینا مقابل بارون کوربین مقابل دالف زیگلر مقابل سمی زین              | مسابقه سیکس پَک برای قهرمانی کمربند دبلیودبلیوئی      | 21:55    |
| - (c) – نشان‌دهنده قهرمان(هایی) است که به میدان می‌روند - پ – نشان‌دهنده این است که مسابقه در پری–شو | |                                                      |          |

## موضوعات مرتبط
- فهرست قهرمانان کنونی دبلیودبلیوئی